# Earth Liberation Front
Die Earth Liberation Front (ELF, engl.: Front zur Befreiung der Erde, auch bekannt als „the Elves“ – die Elfen oder Elben) ist ein kollektiver Name für autonome Individuen und informelle Zellen, die nach eigener Aussage – in 17 Ländern, vornehmlich aber in den Vereinigten Staaten und Kanada – „direkte Aktionen in Form von Wirtschaftssabotage durchführt, um die Ausbeutung und Zerstörung unserer natürlichen Umwelt aufzuhalten“.
Zu den Aktionsformen der ELF gehören Sachbeschädigungen von Anlagen, die nach Ansicht der Aktivisten die Umwelt oder Tiere schädigen, und die Befreiung von Tieren aus Forschungseinrichtungen.

## Ursprung und Ziele
Die ELF wurde ursprünglich 1977 in Santa Cruz (Kalifornien) als „Environmental Life Force“ gegründet, löste sich aber auf, nachdem der ELF-Gründer John Hanna am 22. November 1977 verhaftet worden war. Als in den 1980ern der britische Ableger von Earth First beschloss, Tierbefreiungsaktionen auszusetzen, gründete sich die ELF mit der Bezeichnung „Earth Liberation Front“ neu.
Die ELF ist vom FBI des Ökoterrorismus bezichtigt und als „einheimische Terroristengruppe Nummer 1“ klassifiziert worden, während Anhänger und Sympathisanten der ELF erklären, dass sie keine Terroristen seien, und ausdrücklich darauf hinweisen, keine Gewalt gegen Lebewesen auszuüben. In diesem Zusammenhang wurde das Schlagwort Green Scare geprägt.
ELF-Gegner halten es hingegen für puren Zufall, dass durch ELF-Brandanschläge noch niemand ums Leben gekommen ist. Außerdem weisen ELF-Gegner darauf hin, dass aus Forschungslaboren befreite Tiere in freier Wildbahn nur selten überleben. Sie werden Opfer des Straßenverkehrs, von Raubtieren oder verhungern, weil sie nicht gelernt haben, in Freiheit zu überleben. Befreiungsaktionen sind auch unter Tierschützern stark umstritten.
Tierbefreier aus der ELF oder der ALF halten dagegen, dass Tiere, die nicht in freier Wildbahn überlebensfähig sind, wie etwa Hühner oder Schweine, meist an Gnadenhöfe oder Privatpersonen vermittelt werden und Wildtiere aufgrund ihres Instinkts sehr wohl überlebensfähig seien und ihnen mit der Befreiung wenigstens die Chance auf ein würdiges Leben bis zu ihrem natürlichen Tod gegeben werde.

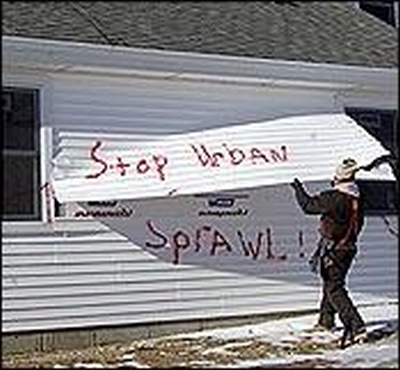
Sprüh-Aktion gegen ein millionenteures Haus. ELF protestiert wiederkehrend gegen Zersiedelung durch große Einfamilienhausanlagen.

Eric McDavid wurde als erstes verurteiltes ELF-Mitglied bezeichnet.

## Aktionen
Zu den bisherigen Aktionen der ELF gehören:
- 1998: Brandanschlag auf das Vail Mountain Ski Resort in Vail (Colorado)
- 2001: Tierbefreiungsaktion an der Alzheimer- und Krebs-Forschungsstation der University of Minnesota
- 2003: Brandanschlag auf eine Eigentumsanlage mit 206 Wohneinheiten in San Diego (Kalifornien), geschätzter Sachschaden 20 Millionen Dollar (ca. 12,7 Millionen Euro)
- 2003: Brandanschläge auf Geländewagen-Autovertretungen im Raum Los Angeles mit Schäden in Millionenhöhe
- 2008: Brandanschläge auf mehrere Luxusvillen in Woodinville (Seattle), geschätzter Sachschaden 7 Millionen Dollar (ca. 4,4 Millionen Euro)
- 2010: Bei einer Verkehrskontrolle wurden im April 2010 drei Personen verhaftet, die gemäß einem im Wagen vorgefundenen Bekennerschreiben der Gruppierung «ELF Switzerland Earth Liberation Front» angehörten und einen Anschlag auf das Nanotechnologiezentrum der IBM in Rüschlikon geplant hatten.[2]
- 2013: Anschlag auf eine Seilbahn und eine Beschneiungsanlage am Wurmberg bei Braunlage im August 2013 aus Protest gegen den Wintersport-Ausbau, 100.000 Euro Sachschaden[3]

## Kulturelle Rezeption
- 2001 erscheint ein Dokumentarfilm über die ELF mit dem Titel Green With A Vengeance.[4]
- Im 2004 erschienenen Roman State of Fear von Michael Crichton übernimmt eine fiktive Gruppe, die auf der Earth Liberation Front basiert und „Environmental Liberation Front“ genannt wird, den Part der Bösewichte.
- Im 2005 erschienenen Roman The Divide von Nicholas Evans ist die Hauptfigur an ELF-Aktivitäten beteiligt.
- 2005 bringt CBS im Rahmen der Sendung 60 Minutes einen Bericht über die ELF mit dem Titel Burning Rage, in dem der CBS-Journalist Ed Bradley ELF-Extremisten als die größte inländische terroristische Bedrohung bezeichnet.[5] Auch CNN bringt einen Bericht über die ELF.
- 2005 wird die ELF Gegenstand des Dokumentarfilms Testify! – Eco-Defense und die Politik der Gewalt.
- 2011 wird  ein Dokumentarfilm über die ELF mit dem Titel If a Tree Falls: A Story of the Earth Liberation Front beim Sundance Film Festival uraufgeführt.[6] Der vom Academy-Award-nominierten Filmemacher Marshall Curry gestaltete Film wird im Februar 2012 als Teil der TV-Doku-Serie Storyville auf BBC Four gesendet.[7]
- Im 2018 erschienenen Thriller Das Meer von Wolfram Fleischhauer spielen die ELF und ihre Methoden eine zentrale Rolle.[8]